# Pink Taxi
Pink Taxi ist ein deutscher Dokumentarfilm des Regisseurs Uli Gaulke. Gedreht wurde er 2008 in Moskau.

## Inhalt
Der Film dokumentiert das Leben und den Arbeitsalltag von drei Moskauer Taxifahrerinnen (Marina, Alla und Viktoria). In ihren pinkfarbigen Taxis befördern sie ausschließlich Frauen durch Moskau – eine Stadt, die als eine der schnellsten, härtesten und teuersten der Welt gilt. Im Gegensatz zur niemals schlafenden Metropole Moskau sind die pinken Taxis von Marina, Alla und Viktoria ein Ruhepol und Mikrokosmos fröhlicher Gelassenheit. Da die drei Freundinnen gut zuhören können, sind sie bei ihren jungen und  wohlhabenden Kundinnen geschätzt und kommen ins Plaudern über Mode, Karriere und immer wieder Männer.
Der Film gibt einen Einblick in das Leben, die Träume und Hoffnungen der drei Taxifahrerinnen und ihrer Kundinnen, welche einer neuen Generation von Frauen angehören. Im Gegensatz zu den drei Taxifahrerinnen scheinen ihre Kundinnen in einem Russland zu leben, das sich als modern, erfolgreich und unbelastet versteht.

## Auszeichnungen
Music Film Award (7 Planete Doc Review Film Festival Warschau 2010)